# Uudentalonsaari
Uudentalonsaari är en ö i Finland. Den ligger i sjön Järvenkylänjärvi och i kommunen Tavastkyro i den ekonomiska regionen Tammerfors och landskapet Birkaland, i den sydvästra delen av landet, 190 km nordväst om huvudstaden Helsingfors. Öns area är 0,3 hektar och dess största längd är 120 meter i nord-sydlig riktning.